# Friedrich Eberhard von Rochow

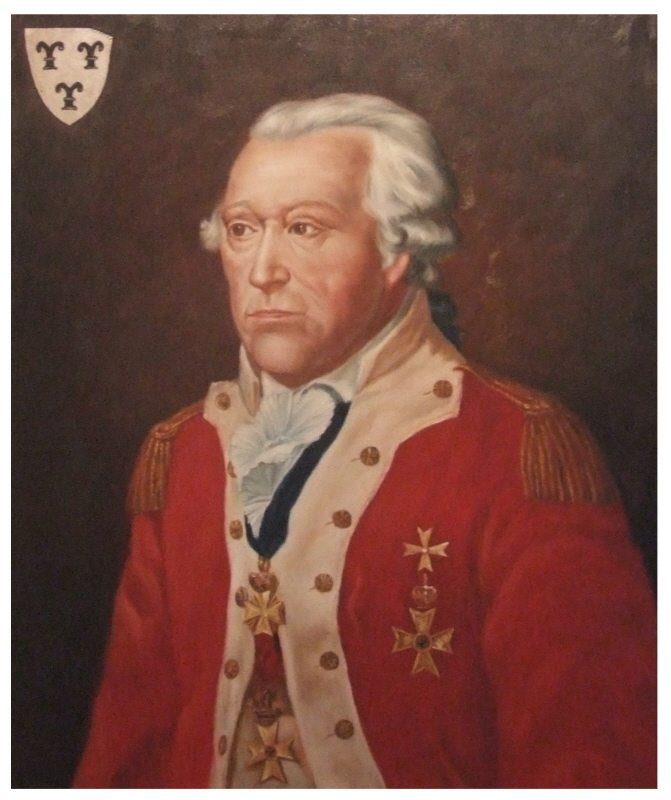
Friedrich Eberhard von Rochow

Friedrich Eberhard von Rochow (ur. 11 października 1734 w Berlinie, zm. 16 maja 1805 w Reckahn − ob. dzielnicy Kloster Lehnin) − niemiecki magnat, pedagog i filantrop. 

## Życiorys
Był twórcą jednego z najbardziej popularnych w Niemczech podręczników dla dzieci. Uwłaszczał chłopów pracujących w swym majątku oraz zakładał szkoły ludowe. Był zwolennikiem fizjokratyzmu oraz propagatorem oświaty ludu. 
Szkoły ludowe zakładane przez von Rochowa były traktowane jako wzór przy organizowaniu szkół elementarnych w Prusach. W 1778 roku założył w Halberstadt pierwsze seminarium dla nauczycieli.
W języku polskim ukazało się jego dzieło: Przyjaciel dzieci, tłum. Jerzy Olech, seria: „Literatura Warmii i Mazur w Dawnych Wiekach”, Wydawnictwo Pojezierze, Olsztyn 1982, 354 ss.